# Meyers havik
De Meyers havik (Astur meyerianus) is een roofvogel uit de familie van de havikachtigen (Accipitridae). De vogel is vernoemd naar de Duitse antropoloog en ornitholoog Adolf Bernhard Meyer (1840-1911).

## Voorkomen en habitat
Hij leeft in Indonesië, Papoea-Nieuw-Guinea en de Salomonseilanden. Op de Molukken en de Salomonseilanden is de verspreiding erg karig. Soms broedt de Meyers havik op Kolombangara en Guadalcanal. Op de eilanden van de Bismarck-archipel wordt de vogel ook waargenomen. Volgens een bron is de vogel wijdverspreid maar veeleer zeldzaam op Nieuw-Guinea.
(Sub)tropische vochtige laagland- en bergbossen horen tot zijn natuurlijke habitats.